# Denigomodu
Denigomodu é um distrito localizado no oeste da ilha de Nauru. O distrito cobre uma área de 1.18 km², e tem uma população de 2.827 habitantes, sendo assim o mais populoso dos quatorze distritos nauruanos.

## Estrutura
Em Denigomodu está localizado o abrigo dos trabalhadores mineradores de fosfato na Corporação de Fosfato de Nauru. Também em Denigomodu estão localizados: 
- O hospital.
- Escritórios de planejamento e construções da NPC.
- O Colégio Nauru.
- O supermercado Eigigu.

## Organização política

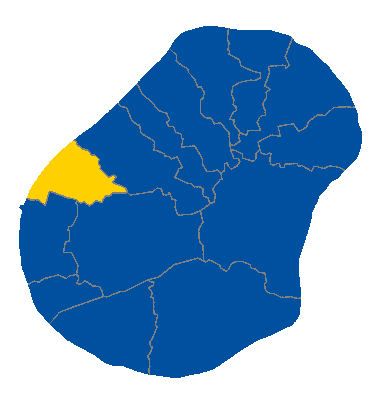
Localização do distrito de Denigomodu dentro de Nauru.

Denigomodu participa da constituição de Ubenide.